# Locketiella parva
Locketiella parva là một loài nhện trong họ Linyphiidae.
Loài này thuộc chi Locketiella. Locketiella parva được Alfred Frank Millidge & Anthony Russell-Smith miêu tả năm 1992.